# Rubus hypopitys
Rubus hypopitys es una especie de planta del género Rubus, perteneciente a la familia Rosaceae.

## Taxonomía
Rubus hypopitys fue descrita por Wilhelm Olbers Focke en 1911.

## Distribución
Se encuentra en el territorio centro-sur de China y el Tíbet.